# Clarke Sound
Clarke Sound är ett sund i Kanada.   Det ligger i territoriet Nunavut, i den östra delen av landet, 2 600 km norr om huvudstaden Ottawa.
Trakten runt Clarke Sound består i huvudsak av gräsmarker. Trakten runt Clarke Sound är nära nog obefolkad, med mindre än två invånare per kvadratkilometer.